# PROBA
De PROBA (voluit: Project for On-Board Autonomy) zijn een aantal satellieten van de Europese Ruimtevaartorganisatie (ESA) die worden gebruikt om nieuwe ruimtevaartuig technologieën en -concepten te valideren en tegelijkertijd wetenschappelijke instrumenten te vervoeren.

## Consortium
De satellieten worden hoofdzakelijk in België vervaardigd door  Redwire Space met bijdragen van bedrijven uit Duitsland, Finland, Zwitserland en Groot-Brittannië.

## PROBA-1
De lancering met een Indiase PSLV (Polar Satellite Launch Vehicle) raket vond plaats op 22 oktober 2001. De baan is zonsynchroon en gelegen op een hoogte van 553 tot 676 km. De communicatiesatelliet ter grootte van een wasmachine heeft een massa van 94 kg.
PROBA is een demonstratiesatelliet. Men wil er nieuwe technologieën mee uittesten, die het mogelijk moeten maken satellietmissies zonder tussenkomst van een grondstation en daarmee goedkoper te maken. De gebruiker krijgt rechtstreeks toegang via Internet. PROBA was de eerste satelliet waarvan de besturing op de ERC-32 processor gebaseerd was, de eerste Europese space 32-bit processor.

### Instrumenten
De nuttige lading bestaat uit een camera van Britse makelij voor het bestuderen van vegetatie (Compact High-Resolution Imaging Spectrometer (CHRIS)), een toestel voor het meten van ioniserende straling SREM (Standard Radiation Environment Monitor) en een toestel voor het meten van snelheid en massa van stofdeeltjes die met de satelliet botsen: DEBIE (Debris In-Orbit Evaluator). Er zijn ook twee camera’s aan boord: een Wide Angle Camera (WAC) en een High Resolution Camera (HRC), beide met een resolutie van 10 meter.

### Gebruik en toekomst
Talloze gebieden op Aarde werden gefotografeerd. Het volstaat de satelliet opdracht te geven een foto van een bepaald gebied te maken en hij zal zelf de acties uitvoeren die nodig zijn om die opname te maken. Diverse onderwijsinstellingen kunnen met de satelliet experimenten uitvoeren in het kader van EDUPROBA.
Hoewel voor de satelliet een minimale operationele duur van twee jaar was vereist is deze in 2021 nog steeds als aardoberservatie satelliet operationeel.

## PROBA-2
De ervaringen met de eerste satelliet waren zo goed dat ESA besliste PROBA-2, een gelijkaardige satelliet te laten bouwen, weer door Verhaert in Kruibeke. De besturings- en ground-software wordt geproduceerd door Spacebel uit Luik. Deze keer zal de Zon onderzocht worden. De satelliet is in 2009 gelanceerd als piggy-back van de SMOS satelliet.

## PROBA-3
In 2006 startte ook een eerste studie omtrent PROBA-3, een demonstratie formatievlucht die een 150 meter lange coronagraaf vormt en bestaat uit twee satellieten (verduisteringsschijf en sensor) om de zonnecorona beter in beeld te brengen.
In 2008 werd de industriële fase van PROBA-3 opgestart, terwijl men met de eerste ideeën voor de PROBA-4 kwam. Tevens werd beslist de PROBA-V (Vegetation) ontwikkeling te starten, een missie die de SPOT Vegetation missies moet vervolgen in een meer compacte vorm.
Het is het plan om in 2024 twee satellieten samen te lanceren en in een langerekte ellipsvormige baan te brengen met een perigeum van 600 km en Apogeum van 60000 km. De omlooptijd zal 19,7 uur bedragen. Hierdoor kunnen de twee satellieten langer worden waargenomen door hetzelfde grondstation. Op het hoogste punt van de baan kan de zon gedurende zes uren waargenomen worden.
De satellieten zullen dan in formatie vliegen, 150 meter achter elkaar, op één lijn met de zon. De eerste satelliet zal het felle zonlicht afschermen, terwijl de tweede met de coronagraaf metingen doet. De afstand tussen beide satellieten moet met submillimeter nauwkeurigheid gekend zijn alsook de hoekpositie die op minder dan één graad nauwkeurig moet zijn. Deze waarnemingen kunnen op aarde slechts gedurende korte zoneclipsen gedaan worden.
Dit alles vergt nieuwe technologieën op het vlak van software voor formatievliegen, radioverbindingen tussen satellieten, astronavigatie en optische sensoren.
PROBA-3 wordt gerealiseerd door een consortium van vijftien ESA lidstaten met als hoofdaannemer het Spaanse SENER en Centre Spatial uit Luik als hoofdaannemer voor de coronagraaf.

## PROBA-V
Op 7 mei 2013 werd de PROBA-V satelliet gelanceerd.
PROBA-V doet dagelijks waarnemingen in verband met extreme weersomstandigheden, waterhuishouding, woestijnvorming en ontbossing. Zij waarschuwt bijvoorbeeld voor het mislukken van de oogst. Ook worden er andere, in de Probareeks ingebouwde experimenten uitgevoerd.
De camera kan een volledig continent in één keer waarnemen (gezichtsveld van 2250 km). De waarnemingen gebeuren met infrarood, in het blauwe, het nabije- en middeninfraroodgebied. Deze golflengten zijn bijzonder geschikt om vegetatie en watervoorraden waar te nemen. Het oplossend vermogen is 350 m (100 m in het centrum van het beeld).
Dagelijks worden grote landoppervlakten tot op grote breedte waargenomen, op de evenaar tot 90 %, zodat elke twee dagen het gehele landoppervlak bestreken wordt en om de tien dagen nieuwe wetenschappelijke gegevens ter beschikking staan van zo'n 10.000 wetenschappers.
PROBA 1 (2001) · 
PROBA-2 (2009) ·
PROBA-V (2013) ·
PROBA-3 (2024)